# Венелин Сивриев
Венелин Сивриев-Вендо е бивш български футболист, дефанзивен полузащитник. Висок е 182 см.
Възпитаник на спортното училище в Стара Загора. Играл е за Берое (1981 – 1984, 1985 – 1990, 1991 – 1996), Тунджа (1984/85) и Спартак (Варна) (1990/91). Има 267 мача и 18 гола за Берое в А група. С отбора на Берое е шампион на България през 1986 и двукратен носител на Балканската клубна купа през 1983 и 1984 г. Има 1 мач за А националния отбор, 3 мача за Б националния и 14 мача с 1 гол за младежкия национален отбор. За Берое има 2 мача в турнира за Купата на европейските шампиони. Треньор в ДЮШ на Берое (1999 – 2001), на мъжете (2001 – 2005), помощник-треньор на Аспарух Никодимов, Иван Вутов и Петко Петков. Бил е помощник-треньор на Локомотив (Стара Загора), където старши треньор е бившият му съотборник от Берое Васил Драголов. По-късно Сивриев е треньор в детско-юношеската школа на ПФК Берое.
Венелин има две деца: син – Мирослав, дъщеря – Денис.